# Paectes cyanodes
Paectes cyanodes là một loài bướm đêm trong họ Noctuidae.